# Манандхар, Байкунтха
Байкунтха Манандхар (непальск. बैकुण्ठ मानन्धर; англ. Baikuntha Manandhar; род. 24 декабря 1952, Катманду) — непальский легкоатлет, выступавший в марафонском беге и кроссе. Участник летних Олимпийских игр 1976, 1980, 1984 и 1988 годов.

## Биография
Байкунтха Манандхар родился 24 декабря 1952 года в непальском городе Катманду.
Выступал в легкоатлетических соревнованиях за Непальскую армию из Катманду.
Выиграл первый чемпионат Непала по лёгкой атлетике, не имея даже формы для бега — вместо трусов он бежал в обрезанных до колен брюках. Полагавшиеся чемпиону десять рупий он потратил на приобретение формы.
Трижды завоёвывал золотые медали Южноазиатских игр в марафонском беге — в 1984 году в Катманду, в 1985 году в Дакке и в 1987 году в Калькутте.
В 1976 году вошёл в состав сборной Непала на летних Олимпийских играх в Монреале. В марафонском беге занял 50-е место, показав результат 2 часа 30 минут 7 секунд и уступив 20 минут 12 секунд завоевавшему золото Вальдемару Церпински из ГДР. Был единственным спортсменом Непала на Олимпиаде.
В 1980 году вошёл в состав сборной Непала на летних Олимпийских играх в Москве. В марафонском беге занял 37-е место, показав результат 2:23.51 и уступив 12 минут 48 секунд победителю Вальдемару Церпински из ГДР.
В 1983 году участвовал в чемпионате мира по лёгкой атлетике в Хельсинки, где занял в марафонском беге 43-е место (2:21.43).
В 1984 году вошёл в состав сборной Непала на летних Олимпийских играх в Лос-Анджелесе. В марафонском беге занял 46-е место, показав результат 2:22.51 и уступив 13 минут 30 секунд выигравшему золото Карлушу Лопишу из Португалии.
В 1988 году вошёл в состав сборной Непала на летних Олимпийских играх в Сеуле. В марафонском беге занял 54-е место, показав результат 2:25.57 и уступив 15 минут 25 секунд победителю Джелиндо Бордину из Италии.
В том же году участвовал в чемпионате мира по бегу по пересечённой местности в Окленде. На дистанции 12 км занял 178-е место с результатом 41 минута 27 секунд.

## Личный рекорд
- Марафон — 2:15.03 (1987)[2]